# Los Volcanes Natural Park
Los Volcanes Natural Park är en park i Spanien.   Den ligger i provinsen Provincia de Las Palmas och regionen Kanarieöarna, i den sydvästra delen av landet, 1 600 km sydväst om huvudstaden Madrid. Los Volcanes Natural Park ligger 292 meter över havet.
Terrängen runt Los Volcanes Natural Park är kuperad söderut, men norrut är den platt. Runt Los Volcanes Natural Park är det ganska tätbefolkat, med 199 invånare per kvadratkilometer. Närmaste större samhälle är Arrecife, 19,0 km öster om Los Volcanes Natural Park. Trakten runt Los Volcanes Natural Park är ofruktbar med lite eller ingen växtlighet.